# 加藤かけい
加藤かけい（かとう かけい 1900年1月15日 - 1983年3月4日）は、愛知県出身の俳人。本名亮造。

## 生涯
名古屋市生。名古屋商業学校卒。少年のころから俳句に興味を持ち、1916年に大須賀乙字に師事。翌年の乙字の没後高浜虚子に師事。1927年、兄の加藤霞村とともに名古屋ホトトギス会を結成。1931年、「ホトトギス」を離れ水原秋桜子の「馬酔木」同人。1948年、「馬酔木」を辞し山口誓子の「天狼」同人。1951年、「環礁」を創刊、のち主宰。
代表句「からたちの花より白き月出づる」他。中部俳壇を主導した。門下に小川双々子などがいる。

## 著作
- 夕焼
- 浄瑠璃寺
- 淡彩
- 生涯
- 捨身
- 甕
- 種
- 愚
- 塔百句
- 菫百句
- 山椒魚百句
- 定本加藤かけい俳句集
- きしめん随筆
- 下駄ばき詩人

## 関連文献
- 塚本邦雄 『風神放歌―加藤かけいの宇宙』 書肆季節社 1979年